# Região Leste (Belo Horizonte)

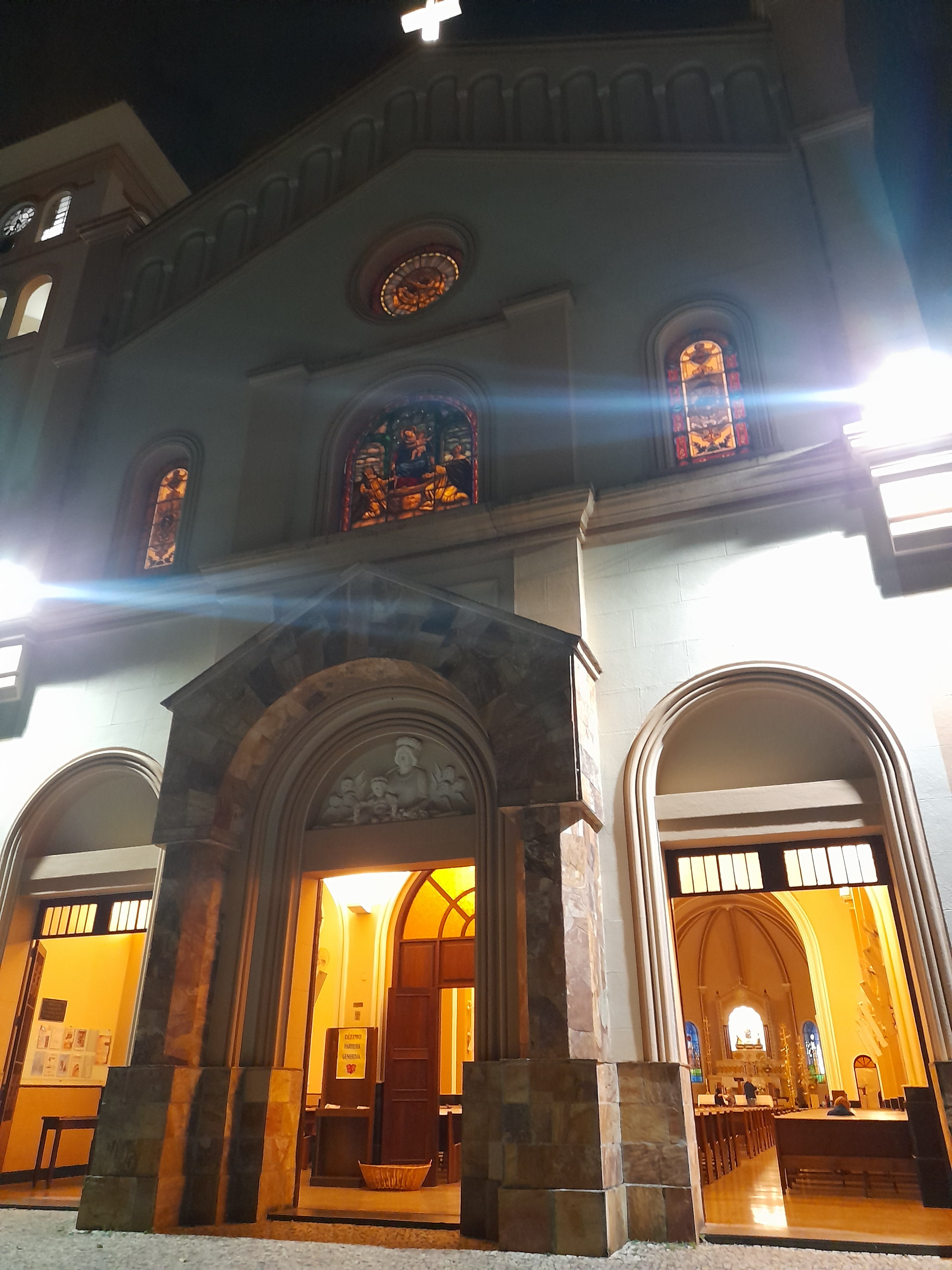
Regional Leste de BH

Leste é uma região administrativa no município brasileiro de Belo Horizonte, no estado de Minas Gerais, é administrada pela Administração Regional de Leste. A extensão territorial da região é de 28,52 km², caracterizando uma densidade demográfica de 8.987,1 hab./km².

## História
Sua área compreende-se no perímetro da avenida Cristiano Machado, na esquina com a Avenida José Cândido da Silveira, na altura da divisa do bairro da Graça com o Bairro Silveira, até o túnel da Lagoinha, donde segue pela avenida Nossa Senhora de Fátima e avenida do Contorno no sentido horário, até o seu cruzamento com a rua Piranga. Por esta, segue até a divisa do aglomerado Serra - São Lucas e pela divisa leste deste aglomerado até a divisa com os terrenos do Hospital da Baleia. Daí, segue pela divisa oeste deste hospital até os limites com a Serra do Taquaril na divisa com o município de Nova Lima, pela linha limítrofe dos municípios de Belo Horizonte, Nova Lima e Sabará até a avenida José Cândido da Silveira, na divisa dos municípios de Sabará e Belo Horizonte, até a avenida Cristiano Machado, o ponto de origem da descrição.

## Subdivisões
Leste possui um total de 51 bairros:
- Alto Vera Cruz
- Alto da Boa Vista
- Baleia
- Belém Primeira Seção
- Belém Segunda Seção
- Boa Vista
- Buraco Quente
- Caetano Furquim
- Camponesa Primeira Seção
- Camponesa Segunda Seção
- Casa Branca
- Cidade Jardim Taquaril
- Colégio Batista
- Cônego Pinheiro Primeira Seção
- Cônego Pinheiro Segunda Seção
- Conjunto Taquaril
- Esplanada
- Fazendinha
- Floresta
- Granja de Freitas
- Grota
- Horto
- Horto Florestal
- João Alfredo
- Jonas Veiga
- Mariano de Abreu
- Nossa Senhora do Rosário
- Nova Vista
- Novo São Lucas
- Paraíso
- Pirineus
- Pompeia
- Sagrada Família
- Santa Efigênia
- Santa Inês
- Santa Tereza
- São Geraldo
- São Vicente
- Saudade
- Taquaril
- Vera Cruz
- Vila Boa Vista
- Vila da Área
- Vila Nossa Senhora do Rosário
- Vila Novo São Lucas
- Vila Paraíso
- Vila São Geraldo
- Vila São Rafael
- Vila União
- Vila Vera Cruz Primeira Seção
- Vila Vera Cruz Quarta Seção
- Vila Vera Cruz Segunda Seção
- Vila Vera Cruz Terceira Seção